# ストランゴラガッリ
ストランゴラガッリ（伊: Strangolagalli）は、イタリア共和国ラツィオ州フロジノーネ県にある、人口約2,300人の基礎自治体（コムーネ）。

## 地理

### 位置・広がり
フロジノーネ県の中部に位置するコムーネ。県都フロジノーネから東南東へ13km、カッシーノから西北西へ31km、ローマから東南東へ90kmの距離にある。

#### 隣接コムーネ
隣接するコムーネは以下の通り。
- アルチェ
- ボヴィッレ・エルニカ
- チェプラーノ
- モンテ・サン・ジョヴァンニ・カンパーノ
- リーピ

### 気候分類・地震分類
ストランゴラガッリにおけるイタリアの気候分類 (it) および度日は、zona D, 1830 GGである。
また、イタリアの地震リスク階級 (it) では、zona 2B (sismicità media) に分類される。